# Podmaleniec
Podmaleniec – wieś w Polsce położona w województwie świętokrzyskim, w powiecie staszowskim, w gminie Staszów
W latach 1975–1998 miejscowość administracyjnie należała do województwa tarnobrzeskiego.

## Dawne części wsi – obiekty fizjograficzne
W latach 70. XX wieku przyporządkowano i opracowano spis lokalnych części integralnych dla Podmaleńca zawarty w tabeli 1.

| Nazwa wsi – miasta | Nazwy części wsi – miasta                               | Nazwy obiektów fizjograficznych – charakter obiektu                                        |
| ------------------ | ------------------------------------------------------- | ------------------------------------------------------------------------------------------ |
| I. Gromada MOSTKI  |                                                         |                                                                                            |
| 1. Podmaleniec     | 1. Ogrody 2. Ściegna 3. Wypychów 4. Zagrody 5. Zagumnie | 1. Ogrody — pole 2. Ściegna — pole 3. Wypychów — pole 4. Zagrody — pole 5. Zagumnie — pole |